# سیف‌الله افشار
سیف‌الله افشار سیاست‌مدار ایرانی بود، که در دوره بیست و چهارم مجلس شورای ملی بعنوان نماینده ساوه از استان مرکزی در مجلس شورای ملی حضور داشت.